# Raf Vallone

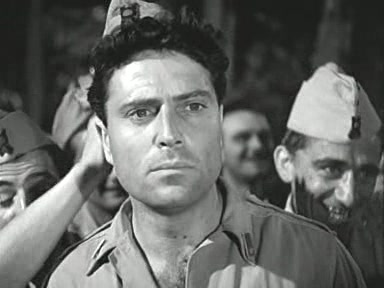
Raf Vallone (1949)

Raf Vallone (Raffaele Vallone; * 17. Februar 1916 in Tropea, Kalabrien; † 31. Oktober 2002 in Rom) war ein italienischer Schauspieler und Fußballspieler.

## Leben
Raf Vallone entstammt mütterlicherseits einer kalabrischen Adelsfamilie und war der Sohn eines erfolgreichen Rechtsanwalts. Nach seinem Schulabschluss am Liceo classico Cavour studierte er Jura und Philosophie an der Universität Turin und trat anschließend in die Kanzlei seines Vaters ein. Zudem spielte er von 1934 bis 1941 Fußball in der Serie A für den AC Turin, mit dem er  die Coppa Italia 1935/36 gewann, und Novara Calcio.
Bereits 1942 spielte er in seinem ersten Film, beschäftigte sich allerdings nicht weiter mit einer möglichen Filmkarriere. Erst als Giuseppe De Santis ihn 1949 als Liebhaber von Silvana Mangano in Bitterer Reis besetzte, startete seine Karriere als Star des italienischen Kinos. Er wurde einer der beliebtesten Schauspieler Italiens, der regelmäßig neben Stars wie Sophia Loren, Gina Lollobrigida und Anna Magnani auf der Bühne, im Film und im Fernsehen spielte.
1950 spielte er als Bergarbeiterführer in Pietro Germis Il cammino della speranza erstmals an der Seite seiner späteren Frau Elena Varzi. Im darauf folgenden Jahr verkörperte er Garibaldi. Aufgrund seiner französischen und englischen Sprachkenntnisse war er ab 1951 auch in zahlreichen internationalen Produktionen zu sehen. In Deutschland spielte er 1956 neben Maria Schell in Horst Hächlers Liebe und Wolfgang Staudtes Rose Bernd. Anfang der 1960er Jahre inszenierte er in Paris das Arthur-Miller-Stück A View from the Bridge und übernahm auch die Hauptrolle in der Verfilmung von Sidney Lumet. 1963 trat Vallone in seinem ersten US-amerikanischen Film, in Otto Premingers Der Kardinal auf. Er spielte in mindestens 15 Filmen in den USA. Eine seiner Rollen war die eines vatikanischen Kardinals in Francis Ford Coppolas Der Pate III (1990).
Vallone war 52 Jahre bis zu seinem Tod mit der Schauspielerin Elena Varzi verheiratet. Ihre Kinder Eleonora und Saverio versuchten sich auch als Schauspieler. In den 1950er Jahren verliebte er sich in das Fischerdorf Sperlonga, wo er bis zum Tod immer wieder seine Villa bewohnte. In Sperlonga ist heute eine Straße nach ihm benannt.

## Filmografie (Auswahl)
- 1949: Bitterer Reis (Riso amaro)
- 1950: Weg der Hoffnung (Il cammino della speranza) – Regie: Pietro Germi
- 1951: Der verbotene Christus (Il Cristo proibito)
- 1951: Anna
- 1952: Die Rothemden – Regie:  Goffredo Alessandrini und Francesco Rosi
- 1952: Die Helden des Sonntags (Gli eroi della domenica)
- 1953: Thérèse Raquin – Du sollst nicht ehebrechen (Thérèse Raquin)
- 1954: Liebe, Frauen und Soldaten (Destinées)
- 1954: Torpedomänner greifen an (Siluri umani)
- 1955: Im Zeichen der Venus (Il segno di Venere) – Regie: Dino Risi
- 1956: Liebe
- 1956: Gwendalina (Guendalina) – Regie: Alberto Lattuada
- 1957: Rose Bernd
- 1958: Es begann in der Silvesternacht (La Violetera) – Regie: Luis César Amadori
- 1960: Und dennoch leben sie (La ciociara)
- 1961: El Cid
- 1961: Blick von der Brücke (Vu du Pont) – Regie: Sidney Lumet
- 1962: Phaedra – Regie: Jules Dassin
- 1963: Der Kardinal (The Cardinal)
- 1964: Geheimauftrag Dubrovnik (The Secret Invasion)
- 1965: Die Welt der Jean Harlow (Harlow) – Regie: Gordon Douglas
- 1966: Nevada Smith
- 1966: Unser Mann in Rio (Se tutte le donne del mondo)
- 1969: Charlie staubt Millionen ab (The Italian Job)
- 1970: Kanonen für Cordoba (Cannon for Cordoba)
- 1970: Das Grauen kam aus dem Nebel (La morte risale a ieri sera)
- 1970: Der Brief an den Kreml (The Kremlin letter)
- 1971: Rivalen des Todes (A Gunfight)
- 1974: Das Haus der Angst (La casa della paura)
- 1975: Bleib mir ja vom Leib (That Lucky Touch)
- 1977: Des Teufels Advokat
- 1978: Der große Grieche (The Greek Tycoon) – Regie: J. Lee Thompson
- 1980: Omar Mukhtar – Löwe der Wüste (Lion of the Desert)
- 1982: Zeit zu sterben (A time to die) – Regie: Matt Cimber
- 1983: Im Wendekreis des Kreuzes (The Scarlet and the Black) (Fernsehfilm)
- 1985: Christopher Columbus
- 1985: Paradigma
- 1990: Der Pate III (The Godfather Part III)
- 1991: Michelangelo – Genie und Leidenschaft (A Season of Giants)
- 1998: Männer ohne Ehre (Toni) – Regie: Philomène Esposito
- 1999: Vino Santo – Es lebe die Liebe, es lebe der Wein (Vino Santo)